# 阿布洛维尔
阿布洛维尔（法語：Habloville，法語發音：[ablɔvil] ⓘ）是法国奥恩省的一个市镇，属于阿让唐区。

## 地理
阿布洛维尔（48°47'13"N, 0°10'11"W）面积11.7 平方千米，位于法国诺曼底大区奧恩省，该省份为法国西北部内陆省份，北起顺时针与卡爾瓦多斯省、厄尔省、厄尔-卢瓦省、萨尔特省、马耶讷省和芒什省接壤。
与阿布洛维尔接壤的市镇（或旧市镇、城区）包括：讷维欧乌尔姆、尚瑟里、日耶勒-库尔泰耶、里村、罗奈、奥恩河畔蒙。

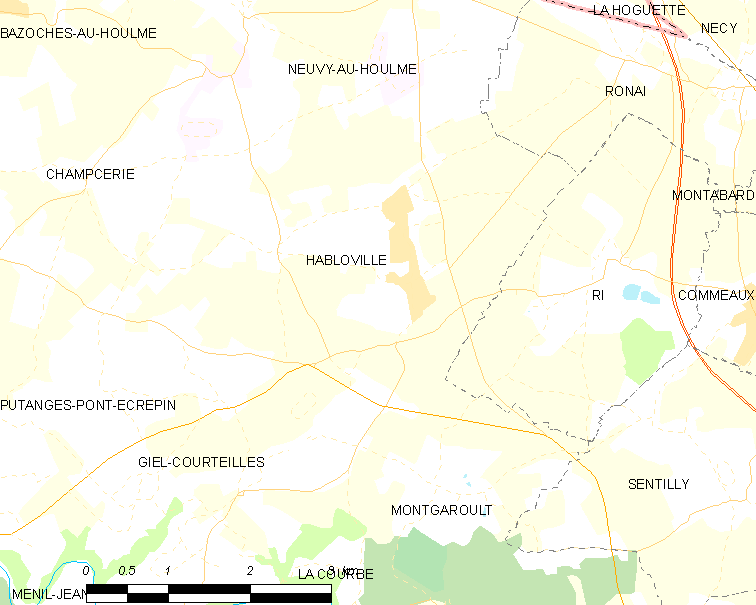
阿布洛维尔的OSM定位图

阿布洛维尔的时区为UTC+01:00、UTC+02:00（夏令时）。

## 行政
阿布洛维尔的邮政编码为61210，INSEE市镇编码为61199。

## 政治
阿布洛维尔所属的省级选区为阿蒂斯-瓦勒德鲁夫尔县。

## 人口

1962-2008年间阿布洛维尔人口变化图示

阿布洛维尔于2022年1月1日时的人口数量为335人。